# Libreria Editrice Felice Paggi
La Libreria Editrice Felice Paggi è stata una casa editrice fiorentina attiva nel XIX secolo.

## Storia
La casa editrice nacque a Firenze nel 1841 con l'attività tipografica ed editoriale del figlio di Angelo Paggi, Alessandro, che nel 1836 era giunto a Firenze da Siena, dove aveva lavorato presso il tipografo e libraio Mucci.
A Firenze egli migliorò le sue conoscenze tipografiche lavorando nella Casa Editrice Passigli. Nel 1840 allestì una piccola tipografia in piazza dell'Olio poi, col padre Angelo e col dottor Giuseppe Lazzeretti, aprì una "stamperia in caratteri" in piazza del Duomo. Successivamente il  Lazzeretti si ritirò dalla società. Il 15 luglio 1842 i Paggi scrissero un'istanza all’Auditore del Buon Governo di Firenze, per chiedere se potevano, nel loro solo nome, continuare l'attività della stamperia. Il Commissariato di Santa Croce, il 3 agosto 1842, espresse parere favorevole e, il 22 agosto dello stesso anno, l'istanza fu accolta anche dal Commissario Regio di Firenze.
Alla fine del 1846 la Libreria si trasferì al numero 5 dell'antica via dei Balestrieri, che poi prese il nome di via del Proconsolo. Alessandro Paggi iniziò a stampare traduzioni dal francese di testi universitari di medicina e di pratica medica. Nel 1841 pubblicò, sotto la direzione di P. Vavasseur il Manuale di patologia interna generale e speciale e clinica medica, a cui avevano collaborato i dottori e i professori della facoltà medica di Parigi; a quest'opera fecero seguito altri testi di medicina.
Ad Alessandro si associò il fratello Felice che divenne il direttore della Casa. Fino dal 1842 egli ebbe rapporti di affari con la Tipografia elvetica di Capolago, la tipografia dei patrioti del Risorgimento. Al Paggi arrivavano testi di letteratura patriottica, libri clandestini, proibiti dalla censura (ad esempio: Vincenzo Gioberti, il Primato morale e civile degli italiani; Francesco Domenico Guerrazzi, L'assedio di Firenze; il volume di Jules Michelet Consigli di Satan ai Gesuiti; Michelet e Edgar Quinet, storici antigesuitici, I Gesuiti; Ottavio Tasca con la Lettera di un biscottinista Milanese da Roma al suo presidente in Milano (satira politica). Nella Libreria si trovavano inoltre opere di Massimo d'Azeglio, di Cesare Balbo, di Vincenzo Gioberti, di Ugo Foscolo, di Giuseppe Giusti, di Eugène Sue (L'ebreo errante, tradotto col titolo di Aasvero).
La Libreria Paggi subì varie perquisizioni da parte della polizia granducale: la prima alla fine del 1846, le successive negli anni della Restaurazione: i libri proibiti venivano portati via, ma poi riapparivano in circolazione. Nel 1850 in essa si poteva trovare il libretto Versi del poeta Cesareo, avente le note tipografiche "Bruxelles, 1850", in realtà stampato in clandestinità a Firenze. Tale libretto, recante la prefazione del mazziniano Piero Cironi, si presentava con i versi Io dedico i miei versi a chi primiero l'Italia purgherà dallo straniero e l'autore delle poesie fu identificato nel 1911 da Isidoro Del Lungo e da P. Prunas, nell'aretino Carlo Cavigli.
Nel 1850 la polizia ricevette una denuncia a carico di Felice Paggi e di altri librai, indicati come i veri colpevoli che stampano e vendono questi libri perniciosi allo Stato ed alla Santa nostra Religione. La perquisizione che ne seguì non ebbe però l'esito che la polizia avrebbe voluto, perché il Paggi e gli altri, avendo già ricevuto informazioni su quello che stava per accadere, avevano preso le loro precauzioni.
Tra le pubblicazioni di Casa Paggi che passarono il vaglio della censura vi fu la Biblioteca Italiana, collana editoriale nata nel 1851. Essa si colloca accanto alla Biblioteca Nazionale di Felice Le Monnier del 1844. La Biblioteca Italiana fu inaugurata dalle Opere di Giovanni Prati (1851); nel 1853 fu pubblicato il Discorso sugli economisti italiani del nostro secolo di Angelo Marescotti, patriota che combatté nella prima guerra d'indipendenza; il Trattato sulla stima dei Beni-Fondi di Orlando Orlandini; nel 1854 la Storia delle guerre, ossia memoriale militare, politico della storia universale del Marescotti. La collana però non andò oltre questi quattro titoli.

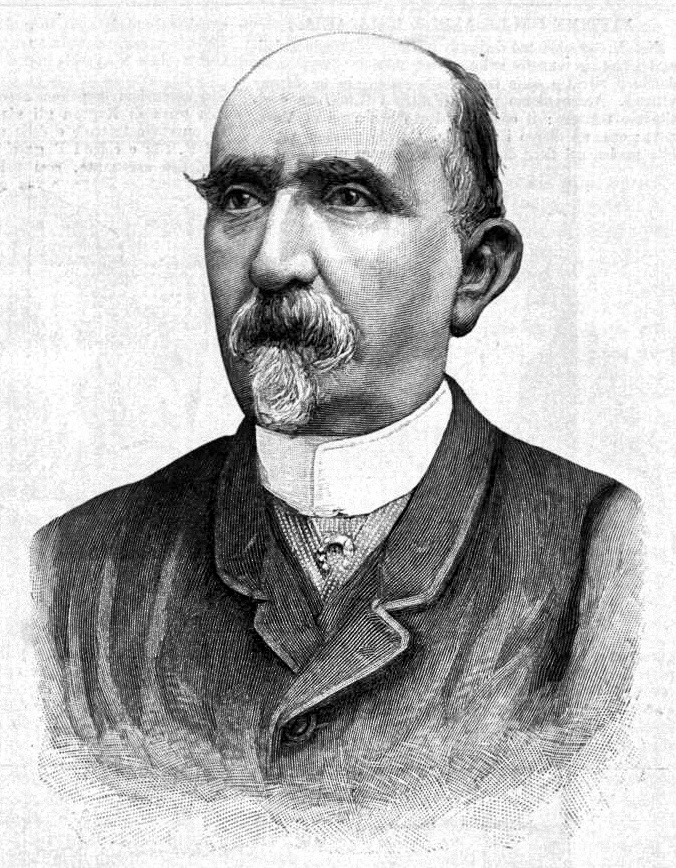
Carlo Collodi.

Una fortuna ben diversa arrise alla seconda collana, la Biblioteca Scolastica, i cui primi libri furono stampati nel 1857. Tra i titoli: Elementi di geografia di Silvio Pacini; Trattato di cosmografia di T. Del Beccaro. Nel 1875 fu edito il primo libro di favole: le celeberrime Fabulae di Fedro; quindi Elementi di anatomia esterna di L. Uguccioni e poi i sillabari: Metodo per insegnare a leggere (cioè il Sillabario della Siri); il Sillabario graduale per avviamento alle letture graduali, del Thouar, migliorato col metodo di Lambruschini ed altri. I testi scolastici editi da Felice Paggi si basavano sulla formula educare divertendo, le cui origini si trovano nell'esempio paterno.
Nella Libreria del Paggi si riunivano personaggi della cultura fiorentina: Guido Biagi, che frequentava la Libreria, coniò la parola Paggeria, come risulta dalla lettera del 23 giugno 1881 al Collodi, nelle Carte collodiane della Biblioteca Nazionale Centrale. Nel 1875 pubblicò la prima edizione del famosissimo libro per ragazzi Memorie di un pulcino di Ida Baccini.
Carlo Collodi fu tra i letterati che frequentavano la libreria. Il suo nome apparve per la prima volta nel 1876 nei Cataloghi, con l'adattamento italiano de I racconti delle fate del Perrault, seguita da Giannettino e Minuzzolo ed altri libri per ragazzi. Nel 1883 fu edito dalla Libreria Paggi il volume Le avventure di Pinocchio. Storia di un burattino, racconto già pubblicato a puntate nel «Giornale per i bambini», col titolo Storia di un burattino.
Il 16 giugno 1889 i fratelli Paggi cedettero la Libreria all'editore Roberto Bemporad, genero di Alessandro, al quale successe il figlio Enrico nel 1890: con atto del 9 luglio 1889 si era costituita la R. Bemporad & figlio.